# Maja Beutler
Maja Beutler (Berna, 8 de diciembre de 1936-14 de diciembre de 2021) fue una escritora germanófona suiza.

## Biografía
Creció en Berna, trabajó como traductora después de graduarse de la escuela de interpretación de Zúrich. También realizó varias visitas de estudio a Francia, Inglaterra e Italia. En 1976, publicó la colección de historias que Flissingen fehlt auf der Karte. Entre 1983 y 1984 trabajó como autora residente en el Stadttheater Bern y también trabajó durante años como autónoma para la emisora Schweizer Radio DRS. Fue una de las pocas dramaturgas suizas en países de habla alemana. Posteriormente regresó a Berna.

## Premios
- Buchpreis der Stadt Bern (1976/1980/1984)
- Preis der Schillerstiftung (1983)
- Welti-Preis für das Drama (1985)
- Literaturpreis der Stadt Bern (1988)

## Obra
- Flissingen fehlt auf der Karte. Geschichten. Zytglogge, Gümligen 1976
- Das Blaue Gesetz, Uraufführung 1979
- Der Traum, Ballettlibretto, Uraufführung 1980
- Fuss fassen. Roman. Zytglogge, Gümligen 1980
- Die Wortfalle. Roman. Benziger, Zürich 1983
- Das Marmelspiel, Uraufführung 1985
- Das Bildnis der Doña Quichotte. Erzählungen. Nagel & Kimche, Zürich 1989
- Lady Macbeth wäscht sich die Hände nicht mehr, Uraufführung 1994
- Die Stunde, da wir fliegen lernen. Roman. Nagel & Kimche, Zürich 1994
- Schwarzer Schnee. Erzählungen & Das Album der Signora. Zytglogge, Oberhofen 2009